# فرانکو ننسی
فرانکو ننسی (انگلیسی: Franco Nenci; ۲۵ ژانویهٔ ۱۹۳۵ – ۱۵ مهٔ ۲۰۲۰) بوکسور اهل ایتالیا بود.